# Мышляев, Леонид Павлович
Мышляев Леонид Павлович — российский учёный, специалист по автоматизации производственных процессов.

## Биография
Родился 5 января 1948 года в Новокузнецке.
В 1967 году окончил Прокопьевский горный техникум. Окончил Сибирский металлургический институт в 1972. Начал работать на кафедре автоматизации металлургических процессов. В 1975 году защитил кандидатскую диссертацию на звание кандидата технических наук (О системном решении задач алгоритмизации управления металлургическими процессами). В 1987 защитил диссертацию на звание доктора технических наук. С 1996 по 2000 работал в НФИ КемГУ заведующим кафедрой технической кибернетики, заместителем директора по науке, редактировал журнал «Математические и экономические модели в оперативном управлении производством». С 2000 работал в СибГИУ, возглавлял научно-исследовательский центр систем управления. С 2008 по 2013 проректор по научной работе СибГИУ. Занимается автоматизацией обогатительных фабрик. Под его руководством проходит научный семинар «Проблемы создания систем управления». Профессор кафедры автоматизации и информационных систем СибГИУ. С 2020 директор Научно-исследовательского центра — Системы управления (НИЦ СУ).

## Награды
- Заслуженный изобретатель РСФСР (1989 г.)[2] за комплекс изобретений по средствам и системам автоматизации;
- Премия Ленинского комсомола (1976) за автоматизированные системы управления кислородно-конвертерным производством стали;
- Государственная премия СССР (1989) за создание автоматизированных систем с многовариантной структурой для управления промышленными комплексами.
- Премия Совета Министров СССР (1991) за комплекс научно-технических разработок по автоматизации управления металлургическим производством;
- Премия правительства Российской федерации за 2009 год.

## Сочинения
- Системные основы прогнозирования объектов управления. 2012
- Имитационное моделирование муниципальных финансово-промышленных групп: Учеб. пособие для студентов, обучающихся по направлениям 651900 «Автоматизация и упр.», 654700 «Информ. системы» и специальностям 220200 «Автоматизир. системы обраб. информ. и упр.», 071900 «Информ. системы и техн.». Новокузнецк, СибГИУ, 2003.
- Проектирование и строительство углеобогатительных фабрик нового поколения: монография / Г. П. Сазыкин, Б. А. Синеокий, Л. П. Мышляев. Новокузнецк, Сибгиу, 2003.
- Прогнозирование в системах управления : Монография / Л. П. Мышляев, В. Ф. Евтушенко ; М-во образования Рос. Федерации. Сиб. гос. индустриал. ун-т. Новокузнецк, 2002
- Алгоритмы идентификации нестационарных объектов: Учеб. пособие / Л. П. Мышляев, С. М. Кулаков, Е. И. Львова, В. В. Зимин. Новокузнецк, СибГИУ, 2000.
- Алгоритмизация управления объектами с запаздыванием Учеб. пособие / Л. П. Мышляев, В. П. Авдеев, В. Я. Карташов, М. Б. Купчик; Кемеров. гос. ун-т. Кемерово, 1989
- Алгоритмизация управления процессами шихтоподготовки Учеб. пособие / Л. П. Мышляев, В. П. Авдеев, С. Ф. Киселев, Ю. Н. Марченко; Сиб. металлург. ин-т им. Серго Орджоникидзе, Кузбас. политехн. ин-т. Новокузнецк, 1989